# Gunvor Grönvik
Gunvor Charlotta Grönvik, född 10 april 1912 i Åbo, död 21 augusti 1955 i Helsingfors, var en finländsk konstnär. Hon var syster till Axel Grönvik. 
Grönvik studerade 1929–1934 vid Centralskolan för konstflit och 1934–1939 vid Finska konstföreningens ritskola. Hon besökte även Académie Colarossi i Paris 1938 och debuterade följande år. Hon blev först känd för sina ryor, men övergick snart till måleriet, som ännu i början av 1940-talet dominerades av klara och starka färger. Senare dämpades färgskalan, men hon målade i slutet av 1940-talet arbeten i en expressiv stil i Tyko Sallinens och Alvar Cawéns efterföljd. Tonen i hennes måleri är ofta andäktig; ett viktigt inslag i hennes konst är de religiösa motiven. En stor del av hennes arbeten var dock landskap med bland annat Helsingfors- och havsmotiv, i en dämpad och väl avvägd färgskala med en fast komposition och monumental hållning. En grupp för sig utgör hennes självporträtt, av vilka de tidigaste är målade i slutet av 1930-talet.